# Lasioglossum intermedium
De Lasioglossum intermedium (tên tiếng Anh: combigroefbij) là một loài Hymenoptera trong họ Halictidae. Loài này được Schenck mô tả khoa học năm 1870.